# Chrysophyllum delphinense
Chrysophyllum delphinense – gatunek drzew należących do rodziny sączyńcowatych. Występuje na terenie Madagaskaru.